# Asociación de Baloncesto de Japón
La JABBA (por sus siglas en inglés Japan Basketball Association) es el organismo que rige las competiciones de clubes y la Selección nacional de Japón. Pertenece a la asociación continental FIBA Asia.

## Registros
- 32939 Clubes Registrados.
- 271687 Jugadoras Autorizadas
- 326027 Jugadores Autorizados
- 3000000 Jugadores NoAutorizados